# Peter van Marsan
Peter van Marsan (Pierre de Lobanner, burggraaf van Marsan, overleden in 1163) was burggraaf van Marsan en van 1129 tot aan zijn dood graaf van Bigorre. Hij behoorde tot het huis Marsan.

## Levensloop
Peter was de zoon van Loup Anarius, burggraaf van Marsan, en diens onbekend gebleven echtgenote. Hij volgde zijn vader op als burggraaf van Marsan. Hij huwde met Beatrix II (overleden in 1148), dochter en erfgename van graaf Centullus II van Bigorre. Na diens dood in 1129 erfden Peter en Beatrix II het graafschap Bigorre, dat hierdoor verenigd werd met het burggraafschap Marsan.
In 1133 stichtte hij de stad Mont-de-Marsan en in 1140 schonk hij kloostergronden aan de abdij van Saint-Jean de la Castelle in Duhort-Bachen. Ook doneerde hij in februari 1148 samen met zijn echtgenote en zoon een villa aan de Orde van de Tempeliers.
Als graaf van Bigorre moest Peter meerdere revoltes van vazallen neerslaan. Zo liet hij het kasteel van burggraaf Raymond Garcia van Lavedan belegeren. Ook werd hij geregeld aangevallen door de Béarnais en gaf hij de inwoners van Vic-en-Bigorre de toestemming om hun eigen kasteel te bouwen.
In 1163 stierf Peter. Hij werd als graaf van Bigorre en burggraaf van Marsan opgevolgd door zijn zoon Centullus III.

## Nakomelingen
Peter en zijn echtgenote Beatrix II kregen een zoon:
- Centullus III (overleden in 1178), graaf van Bigorre en burggraaf van Marsan